# نيل روجرز
نيل روجرز (بالإنجليزية: Neil Rogers) هو سباح أسترالي، ولد في 22 يونيو 1953.

## وصلات خارجية
- نيل روجرز على موقع الاتحاد الدولي للسباحة (الإنجليزية)
- نيل روجرز على موقع SwimRankings.net (الإنجليزية)
- نيل روجرز على موقع اللجنة الأولمبية الدولية (الإنجليزية)
- نيل روجرز على موقع أوليمبيديا (الإنجليزية)
- نيل روجرز على موقع اللجنة الأولمبية الأسترالية (الإنجليزية)
- نيل روجرز على موقع اتحاد ألعاب الكومنولث (مؤرشف) (الإنجليزية)